# Ikar (etapa de cohete)
La Ikar (en ruso: Икар) era una etapa superior de cohete reencendible diseñada en Rusia para ser usada con el cohete Soyuz 11A511U, conociéndose entonces como Soyuz-Ikar.

## Historia
El desarrollo fue llevado a cabo por el consorcio franco-ruso Starsem y de la fabricación se encargó TsSKB-Progress. Ikar estaba derivada del módulo de propulsión de los satélites espía Yantar y se utilizó en el ámbito civil para lanzar satélites Globalstar. 
El primer lanzamiento con Ikar fue el 9 de febrero de 1999 y el último fue el 22 de noviembre de 1999. En total se hicieron seis lanzamientos, en los cuales se pusieron en órbita 24 satélites Globalstar (cuatro por lanzamiento).
En el año 2000, Ikar fue reemplazada por la nueva y más poderosa etapa superior Fregat.
Desde 2013, también se ha utilizado la etapa superior Volga, más pequeña pero técnicamente muy similar a Ikar.

## Características
El motor principal de Ikar era el 17D61 de la oficina de diseño KB Melnikov, el cual tenía un empuje de 2,94 kN. Ikar también estaba equipada con 16 motores de control en grupos de cuatro. La etapa y su combustible pesaban unos 3200 kg, mientras que el peso en vacío era de 820 kg. La altura de Ikar era 2,59 m, su diámetro era 2,72 m y su tiempo de combustión era 600 segundos. El combustible que utilizaba era UDMH y tetróxido de dinitrógeno (N2O4). 
Ikar podía controlarse desde el centro de control y también trabajar de forma autónoma. Además, se podía volver a encender hasta 50 veces y, por lo tanto, era una etapa especialmente adecuado para desplegar varios satélites en diferentes órbitas en una sola misión.

## Lanzamientos
| Configuración          | Código del lanzamiento | Fecha      | Plataforma         | Resultado | Carga Útil                   |
| ---------------------- | ---------------------- | ---------- | ------------------ | --------- | ---------------------------- |
| Soyuz-U (11А511У)/Ikar | С15000-058/М15000-01   | 09-02-1999 | Plataforma Gagarin | Éxito     | Globalstar (4) FM23/36/38/40 |
| Soyuz-U (11А511У)/Ikar | С15000-059/М15000-02   | 15-03-1999 | Plataforma Gagarin | Éxito     | Globalstar (4) FM22/37/41/46 |
| Soyuz-U (11А511У)/Ikar | С15000-060/М15000-03   | 15-04-1999 | Plataforma Gagarin | Éxito     | Globalstar (4) FM19/42/44/45 |
| Soyuz-U (11А511У)/Ikar | М15000-061/М15000-04   | 22-09-1999 | Plataforma Gagarin | Éxito     | Globalstar (4) FM33/50/55/58 |
| Soyuz-U (11А511У)/Ikar | М15000-062/А15000-05   | 18-10-1999 | Plataforma Gagarin | Éxito     | Globalstar (4) FM31/56/57/59 |
| Soyuz-U (11А511У)/Ikar | М15000-063/А15000-06   | 22-11-1999 | Plataforma Gagarin | Éxito     | Globalstar (4) FM29/34/39/61 |